# Muttertag
Der Muttertag ist ein Tag zu Ehren der Mutter und der Mutterschaft. Er hat sich seit 1914, beginnend in den Vereinigten Staaten, in der westlichen Welt etabliert. Im deutschsprachigen Raum, den USA und vielen anderen Ländern wird er am zweiten Sonntag des Monats Mai gefeiert. Je nach Land sind auch andere Tage im Jahr als Muttertag festgelegt (z. B. letzter Sonntag im Mai für viele französischsprachige Länder).

## Geschichte

### Vorgeschichte
Feiertage zu Ehren von Muttergottheiten gab es bereits im Altertum, wie zum Beispiel im antiken Griechenland für die Göttin Rhea sowie die „Große Mutter“ Kybele bei den Römern.
Der Muttertag in seiner heutigen Form wurde in der englischen und US-amerikanischen Frauenbewegung geprägt. Die US-Amerikanerin Ann Maria Reeves Jarvis versuchte 1865 eine Mütterbewegung namens Mothers Friendships Day zu gründen. An von ihr organisierten Mothers Day Meetings konnten Mütter sich zu aktuellen Fragen austauschen. 1870 wurde von Julia Ward Howe eine Mütter-Friedenstag-Initiative unter dem Schlagwort peace and motherhood gestartet. Sie hatte das Ziel, dass die Söhne nicht mehr in Kriegen geopfert werden sollen.
Ab den 1860er Jahren entstanden auch in Europa diverse Frauenbewegungen und Frauenvereine, die sich neben Friedensprojekten und mehr Frauenrechten auch für bessere Bildungschancen für Mädchen einsetzten. In den 1890ern wurde der Internationale Frauenrat gegründet, der in internationalen Frauenkongressen auch für mehr Anerkennung der Mütter eintrat.

### Ursprung in den Vereinigten Staaten

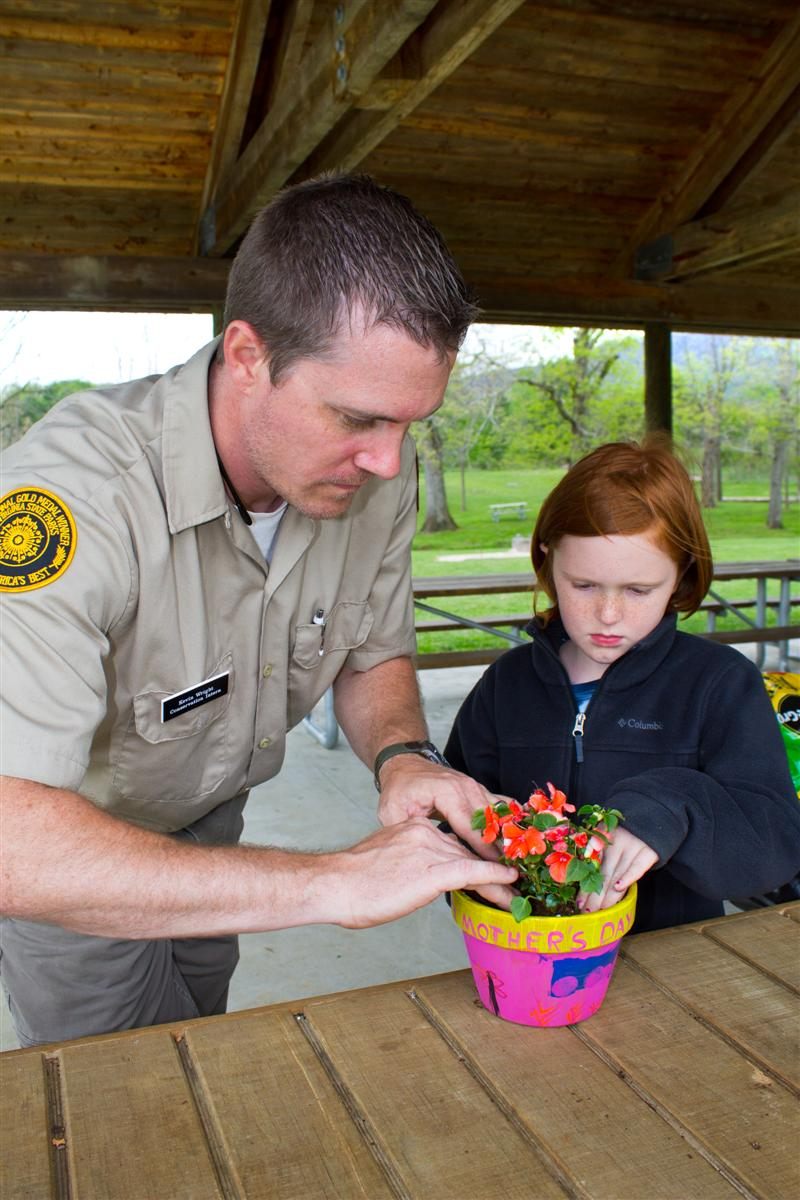
Vorbereitung eines Blumentopfes zum Muttertag

Als Begründerin des heutigen Muttertags gilt jedoch die Methodistin Anna Marie Jarvis, die Tochter von Ann Maria Reeves Jarvis. Sie veranstaltete in Grafton (West Virginia, USA) am 12. Mai 1907, dem Sonntag nach dem zweiten Todestag ihrer Mutter, ein Memorial Mothers Day Meeting. Im folgenden Jahr wurde auf ihr Drängen hin wiederum am zweiten Maisonntag in der Methodistenkirche in Grafton allen Müttern eine Andacht gewidmet. 500 weiße Nelken ließ sie zum Ausdruck ihrer Liebe zu ihrer verstorbenen Mutter vor der örtlichen Kirche an andere Mütter austeilen.
Sie widmete sich nun hauptberuflich dem Ziel, einen offiziellen Muttertag zu schaffen, und startete eine Initiative für die Einführung eines offiziellen Feiertags zu Ehren der Mütter, indem sie Briefe an Politiker, Geschäftsleute, Geistliche und Frauenvereine schrieb. Die Bewegung wuchs sehr rasch an. Bereits 1909 wurde der Muttertag in 45 Staaten der USA gefeiert. 1912 führten ihn die Methodisten in West Virginia ein. Am 8. Mai 1914 erließ der US-Kongress die Joint Resolution Designating the Second Sunday in May as Mother’s Day: Als Zeichen der Liebe und Verehrung der Mütter solle der 2. Sonntag im Mai als Muttertag gefeiert werden. Der Präsident der Vereinigten Staaten solle an diesem Tag die öffentlichen Gebäude beflaggen lassen; diesem Willen des Kongresses leistete Präsident Woodrow Wilson noch im selben Jahr Folge. So wurde der Muttertag 1914 zum ersten Mal als nationaler Feiertag begangen.
Mit steigender Verbreitung und Kommerzialisierung des Muttertags wandte sich die Begründerin des Feiertages von der Bewegung ab, bereute, diesen ins Leben gerufen zu haben, und kämpfte erfolglos für die Abschaffung des Feiertages.

### Anfänge internationaler Verbreitung
Die Bewegung blieb nicht auf die Vereinigten Staaten beschränkt. Schon 1912 wurde eine Mother’s Day International Association gegründet mit dem Ziel, den Muttertag auch international zu verbreiten. Im Vereinigten Königreich wurde das Konzept des Muttertags schnell angenommen und mit dem traditionellen Mothering Sunday (4. Fastensonntag, vorher ein Tag zu Ehren der Mutterkirche) fusioniert. Der Feiertag verbreitete sich weiter 1917 in der Schweiz, 1918 in Finnland und Norwegen, 1919 in Schweden, ab 1923 in Deutschland und 1924 in Österreich.

### Schweiz
Zwei Gruppierungen ergriffen die Initiative für die Einführung des Muttertages in der Schweiz: die Unions Chrétiennes de Jeunes Gens de la Suisse romande und die Heilsarmee. Erstere veröffentlichten ihren Aufruf bereits 1914 in ihrem Vereinsorgan, wobei sie sich ausdrücklich auf das angelsächsische Vorbild beriefen; sie stießen in der französischsprachigen Schweiz bei reformierten Pfarrern auf ein gewisses Echo, konnten aber in der Deutschschweiz mit ihrer Initiative nicht Fuß fassen. Die Heilsarmee erließ erstmals im Sommer 1917 einen Aufruf zur Begehung eines Ehrentages für die Mutter, der die religiöse Berechtigung einer solchen Ehrung betonte.
Beide Initiativen waren in ihren jeweiligen Institutionen erfolgreich, blieben jedoch bis in die zwanziger Jahre hinein auf kleine Kreise beschränkt. Dann begannen die schweizerischen Verbände der Floristen (angeregt durch ihre deutschen Kollegen), der Gärtnermeister und der Konditormeister sich für den Muttertag zu engagieren. Sie machten in Zentral- und Ortskomitees, die den Muttertag propagierten, mit, blieben allerdings in der Öffentlichkeit eher im Hintergrund. Die öffentlichen Aufrufe wurden durch ethisch engagierte Personen des öffentlichen Lebens unterzeichnet. Über die Presse, Flugblätter, das Radio, die Schaufenster der beteiligten Berufsleute wurde der Muttertag für den zweiten Maisonntag 1930 propagiert und gelangte so zum Durchbruch.

### Deutschland

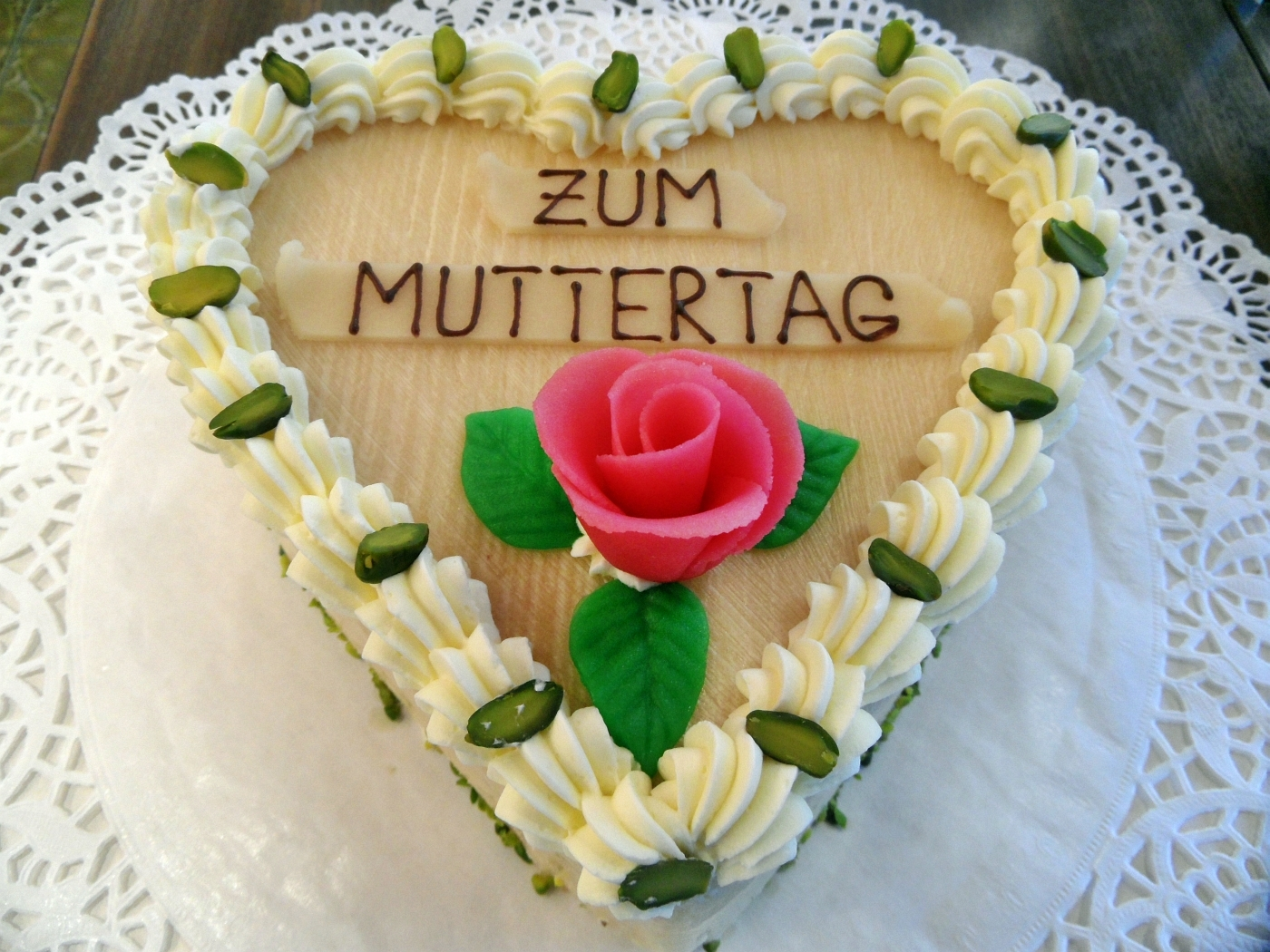
Muttertagstorte

In Deutschland wurde der Muttertag 1922/1923 vom Verband Deutscher Blumengeschäftsinhaber mit Plakaten „Ehret die Mutter“ in den Schaufenstern etabliert und – betont unpolitisch – als Tag der Blumenwünsche gefeiert. Mit Plakaten in Schaufenstern, kleineren Werbekampagnen und Veranstaltungen bis hin zu Muttertagspoesie wurde dem ersten deutschen Muttertag am 13. Mai 1923 durch den Vorsitzenden des Verbandes, Rudolf Knauer, der Weg bereitet. Ab 1926 wurde die Propagierung des Muttertages an die Arbeitsgemeinschaft für Volksgesundung übertragen, um „Kirche und Schule zu gewinnen und die Regierung dahin zu bringen, den Muttertag am zweiten Sonntag im Mai als offiziellen Feiertag festzulegen“.
Während der Zeit des Nationalsozialismus wurde die Feier des Muttertags mit der Idee der „germanischen Herrenrasse“ verknüpft. Besonders kinderreiche Mütter wurden als Heldinnen des Volkes zelebriert, da sie den „arischen Nachwuchs“ fördern sollten. 1933 wurde der Muttertag zum öffentlichen Feiertag erklärt und erstmals am 3. Maisonntag 1934 als „Gedenk- und Ehrentag der deutschen Mütter“ mit der Einführung des Reichsmütterdienstes in der Reichsfrauenführung begangen. Die religiös anmutenden Feierlichkeiten („Mütterweihen“) wurden in Konkurrenz zu christlichen Feiern auf sonntags um 10 Uhr angesetzt. 1938 wurde zusätzlich das Ehrenkreuz der Deutschen Mutter eingeführt, das am Muttertag am 21. Mai 1939 erstmals verliehen wurde.
Der zweite Sonntag im Mai 1949 war der 8. Mai. Somit fand der Muttertag 1949 noch in der westalliierten Trizone statt. Die 15 Tage später am 23. Mai 1949 mit der Verkündigung des Grundgesetzes gegründete Bundesrepublik Deutschland beging ihren ersten Muttertag somit erst 1950. In der DDR wurde der Muttertag offiziell nicht begangen, stattdessen wurde der Internationale Frauentag am 8. März gefeiert.
Der Muttertag ist nicht gesetzlich verankert, vielmehr basiert dessen Datum auf Übereinkünften von Wirtschaftsverbänden. Hinsichtlich des Blumenverkaufs hat der nicht-gesetzliche Feiertag eine Sonderstellung. So dürfen Blumenläden an diesem Tag in aller Regel geöffnet bleiben. In Baden-Württemberg gilt dies jedoch nicht, wenn der Muttertag auf einen gesetzlichen Feiertag fällt, wie z. B. im Jahr 2008 auf Pfingstsonntag.
Die Floristenverbände in Deutschland haben den zweiten Sonntag im Mai als Muttertag festgelegt, was dazu führt, dass Pfingstsonntag und Muttertag auf denselben Tag fallen, wenn Ostern spätestens am 26. März gefeiert wird. Zuletzt traf das für die Jahre 1978, 1989 und 2008 zu. Da einige Ländergesetze die Ladenöffnung am Pfingstsonntag untersagen, darf – so beschloss es der deutsche Einzelhandel 1949 – in solchen Fällen ein Ersatztermin gesucht werden. Im Jahr 2007 entbrannte deswegen eine Diskussion zwischen deutschem Einzelhandel und Kalenderverlagen. Die Diskussion endete nach längerem Hin und Her damit, dass der Muttertag 2008 ganz regulär am zweiten Maisonntag, also dem Pfingstsonntag stattfand. Die Entscheidung kam für einige Kalenderverlage jedoch zu spät, sodass viele Kalender für das Jahr 2008 den Muttertag am 4. Mai eingetragen hatten. Zum nächsten Mal fallen Pfingstsonntag und Muttertag im Jahr 2035 auf einen Tag.
Der ebenfalls nicht gesetzlich verankerte Vatertag wird in Deutschland am gesetzlichen Feiertag Christi Himmelfahrt begangen, er liegt 39 Tage nach Ostersonntag und fällt somit immer auf einen Donnerstag. Der Vatertag kommt schon vor Muttertag, falls der Karfreitag bereits im März liegt, aber in den meisten Fällen kommt der Vatertag erst nach dem Muttertag.
| Oster-Termin | Karfreitag        | Ostersonntag           | Christi Himmelfahrt Vatertag | Pfingstsonntag          | Fronleichnam           |
| ------------ | ----------------- | ---------------------- | ---------------------------- | ----------------------- | ---------------------- |
| sehr früh    | 20. bis 24. März  | 7 Wochen vor Muttertag | 10 Tage vor Muttertag        | am Muttertag            | 11 Tage nach Muttertag |
| früh         | 25. bis 31. März  | 6 Wochen vor Muttertag | 03 Tage vor Muttertag        | 1 Woche nach Muttertag  | 18 Tage nach Muttertag |
| mittel       | 01. bis 07. April | 5 Wochen vor Muttertag | 04 Tage nach Muttertag       | 2 Wochen nach Muttertag | 25 Tage nach Muttertag |
| spät         | 08. bis 14. April | 4 Wochen vor Muttertag | 11 Tage nach Muttertag       | 3 Wochen nach Muttertag | 32 Tage nach Muttertag |
| sehr spät    | 15. bis 21. April | 3 Wochen vor Muttertag | 18 Tage nach Muttertag       | 4 Wochen nach Muttertag | 39 Tage nach Muttertag |
| extrem spät  | 22. und 23. April | 2 Wochen vor Muttertag | 25 Tage nach Muttertag       | 5 Wochen nach Muttertag | 46 Tage nach Muttertag |

### Österreich
In Österreich gilt die Begründerin der Frauenbewegung Marianne Hainisch als Initiatorin des Muttertages, der 1924 während der zweiten Amtszeit ihres Sohnes Michael Hainisch als Bundespräsident eingeführt wurde. Zusammen mit der Pfadfinderbewegung engagierte sich die Industriellengattin für die Feier eines Muttertags, der sich rasch durchsetzte. Nachdem Österreich 1938 dem Großdeutschen Reich einverleibt worden war, wurden auch hier die Feierlichkeiten durch den Staat forciert (→Deutschland).

## Kritik
Alljährlich wird auch Kritik am Muttertag geäußert. Besonders im deutschsprachigen Raum ist dieser Tag auch durch die Vereinnahmung des Festtages durch die Nazis und deren Ideologie umstritten. So schrieb der Journalist Jan Feddersen in der Tageszeitung taz im Mai 2005 anlässlich des Muttertages unter dem Titel Ungemütlicher Tag:

„Die Nazis wollten Frauen als Kameradinnen, noch lieber aber als Gebärmaschinen. Die Mutter war eine Heilige im völkischen Wahn, geehrt zum Muttertag, dem zweiten Sonntag im Mai. Warum wird er heute noch gefeiert, allem Feminismus zum Trotz?“

Interessenverbände, Gesellschaftsvertreter und auch Medien hinterfragen regelmäßig, ob der Muttertag in seiner jetzigen Form noch angemessen sei. Neben der Vereinnahmung durch die völkische Ideologie wird hierbei vor allem der gesamtgesellschaftliche Wandel aber auch eine Änderung im Frauen- und Familienbild angeführt.

## Ökonomische Bedeutung
In den USA wurden im Jahr 2015 nach den Schätzungen der nationalen Einzelhandelsvereinigung im Durchschnitt 172 US-Dollar pro beschenkter Mutter ausgegeben.
Nach Angaben des HDE gibt jeder Deutsche im Schnitt 25 Euro für Muttertagsgeschenke aus. Obwohl der Trend hin zu Sachgeschenken geht, werden immer noch größtenteils Blumen verschenkt. So werden in der Muttertagswoche nach Angaben der Zentralen Markt- und Preisberichtsstelle in Deutschland bis zu 130 Millionen Euro Umsatz mit Schnittblumen erzielt.
Für den Muttertag werden im Blumenhandel die größten Umsätze des Jahres (vor dem Valentinstag) erzielt.
Die Kommerzialisierung des Tages wurde unter anderem von seiner Begründerin Anna Marie Jarvis scharf kritisiert.

## Daten in der Welt
| Datum | Land |
| --- | --- |
| 02. Sonntag im Februar | Norwegen |
| Am Todestag Henrietta Szolds, dem 30. Tag des Monats Schevat (zwischen 30. Januar und 1. März; 2021: 12. Februar, 2022: 1. Februar, 2023: 21. Februar) | Israel |
| 03. März | Georgien |
| 08. März | Feier des Internationalen Frauentags zusammen mit dem Muttertag: Armenien, Aserbaidschan, Bosnien und Herzegowina, Bulgarien, Laos, Moldau, Montenegro, Serbien, Ukraine; Feier des Internationalen Frauentags statt des Muttertags: Albanien, Kasachstan, Nordmazedonien, Rumänien, Russland |
| 21. März (Frühlingsanfang) | Ägypten, Bahrain, Irak, Israel (nur Israelische Araber), Jemen, Jordanien, Kuwait, Libanon, Libyen, Oman, Palästina, Saudi-Arabien, Sudan, Syrien, Vereinigte Arabische Emirate |
| 04. Fastensonntag (2019: 31. März, 2020: 22. März) | Irland, Nigeria, Vereinigtes Königreich |
| 25. März (Mariä Verkündigung) | Slowenien |
| 07. April | Armenien |
| 24. April ± 5 Tage im Baisakh Amavasya (1. Monat Bengalischer Kalender)                                                                                | Nepal |
| 01. Sonntag im Mai | Angola, Kap Verde, Litauen, Mosambik, Portugal, Spanien, Ungarn |
| 08. Mai | Albanien (Elterntag), Südkorea (Elterntag) |
| 10. Mai | Chile (In der Praxis aber meist am 2. Sonntag im Mai gefeiert), El Salvador, Guatemala, Mexiko |
| 02. Sonntag im Mai | Anguilla, Aruba, Äthiopien, Australien, Bahamas, Bangladesch, Barbados, Belgien (ohne Region Antwerpen), Belize, Bermuda, Bonaire, Brasilien, Brunei, Taiwan, Volksrepublik China (inklusive Macau), Curaçao, Dänemark, Deutschland, Dominica, Ecuador, Estland, Fidschi, Finnland, Ghana, Grenada, Griechenland, Honduras, Indien, Island, Italien, Jamaika, Japan, Kanada, Kolumbien, Kroatien, Kuba, Lettland, Liechtenstein, Malaysia, Malta, Myanmar, Niederlande, Neuseeland, Österreich, Pakistan, Papua-Neuguinea, Peru, Philippinen, Puerto Rico, St. Kitts und Nevis, St. Lucia, St. Vincent und die Grenadinen, Sambia, Samoa, Schweiz, Simbabwe, Singapur, Sint Maarten, Slowakei, Sri Lanka, Südafrika, Suriname, Tansania, Tonga, Trinidad und Tobago, Tschechien, Türkei, Uganda, Ukraine, Uruguay, Vereinigte Staaten, Venezuela, Vietnam, Zypern |
| 15. Mai | Paraguay |
| 26. Mai | Polen (kein Feiertag, kann aber mit Fronleichnam zusammenfallen, was ein gesetzlicher Feiertag ist) |
| 27. Mai | Bolivien |
| 30. Mai | Nicaragua |
| letzter Sonntag im Mai – außer wenn dieser auf Pfingsten fällt: dann 1. Sonntag im Juni                                                                | Algerien, Dominikanische Republik, Haiti, Marokko, Mauritius, Schweden, Tunesien; Frankreich und Französische Antillen ( Guadeloupe, Martinique, Saint-Barthélemy, Saint-Martin) und La Réunion |
| 01. Juni | Mongolei (Mutter-Kind-Tag) |
| 02. Sonntag im Juni | Luxemburg |
| letzter Sonntag im Juni | Kenia |
| 12. August | Thailand (Geburtstag von Königin Sirikit) |
| 15. August (Mariä Himmelfahrt) | Belgien (nur Region Antwerpen), Costa Rica |
| 14. Oktober | Belarus |
| 02. Montag im Oktober | Malawi |
| 03. Sonntag im Oktober | Argentinien |
| letzter Sonntag im November | Russland (Der Tag ist aber in der Bevölkerung wenig bekannt. Die für die westliche Welt typischen Feierlichkeiten des Muttertages finden am Internationalen Frauentag statt, der ein offizieller Feiertag ist.) |
| 08. Dezember (Mariä Empfängnis) | Panama |
| 22. Dezember | Indonesien |
| 20. Tag des Dschumada th-thaniyya (Islamischer Kalender)                                                                                               | Iran (Muttertag ist zugleich der Geburtstag der Tochter des Propheten Mohammed, Fatima bint Mohammed) |